# Internationale Filmfestspiele von Cannes 1965
Die 18. Internationalen Filmfestspiele von Cannes 1965 fanden vom 12. Mai bis zum 28. Mai 1965 statt.

## Wettbewerb
Im Wettbewerb des diesjährigen Festivals wurden folgende Filme gezeigt:
| Filmtitel                                  | Regisseur             | Produktionsland                           | Darsteller (Auswahl)                       |
| Älskande par                               | Mai Zetterling        | Schweden                                  | Harriet Andersson                          |
| Augenblick der Wahrheit                    | Francesco Rosi        | Spanien, Italien                          |                                            |
| Clay                                       | Giorgio Mangiamele    | Australien                                |                                            |
| Az Életbe táncoltatott leány               | Tamás Banovich        | Ungarn                                    |                                            |
| Der erste Tag der Freiheit                 | Aleksander Ford       | Polen                                     | Tadeusz Łomnicki, Beata Tyszkiewicz        |
| Es lebte einmal ein Alter mit seiner Alten | Grigori Tschuchrai    | Sowjetunion                               |                                            |
| Der Fänger                                 | William Wyler         | Großbritannien, USA                       | Terence Stamp, Samantha Eggar              |
| Fifi, die Feder                            | Albert Lamorisse      | Frankreich                                | Philippe Avron                             |
| Das Geschäft in der Hauptstraße            | Ján Kadár, Elmar Klos | Tschechoslowakei                          | Ida Kaminska                               |
| Der gewisse Kniff*                         | Richard Lester        | Großbritannien                            | Rita Tushingham                            |
| Goreshto pladne                            | Sako Cheskija         | Bulgarien                                 |                                            |
| El Haram                                   | Henry Barakat         | Ägypten                                   |                                            |
| Ein Haufen toller Hunde                    | Sidney Lumet          | Großbritannien                            | Sean Connery, Harry Andrews, Ian Bannen    |
| Ipcress – streng geheim                    | Sidney J. Furie       | Großbritannien                            | Michael Caine                              |
| El Juego de la oca                         | Manuel Summers        | Spanien                                   |                                            |
| Kwaidan                                    | Masaki Kobayashi      | Japan                                     |                                            |
| Mitt hem är Copacabana                     | Arne Sucksdorff       | Schweden                                  |                                            |
| Noite Vazia                                | Walter Hugo Khouri    | Brasilien                                 |                                            |
| Prodosia                                   | Kostas Manoussakis    | Griechenland                              |                                            |
| El Reñidero                                | René Múgica           | Argentinien                               |                                            |
| Tarahumara                                 | Luis Alcoriza         | Mexiko                                    |                                            |
| Die Versuchung heißt Jenny                 | Juan Antonio Bardem   | Spanien, Frankreich, Italien, Deutschland | Melina Mercouri, James Mason, Hardy Krüger |
| Der Wald der Gehenkten                     | Liviu Ciulei          | Rumänien                                  |                                            |
| Yoyo                                       | Pierre Étaix          | Frankreich                                | Pierre Étaix, Claudine Auger               |
| Schaworonok                                | Nikita Kurichin       | Sowjetunion                               |                                            |
| Zug 317                                    | Pierre Schoendoerffer | Frankreich, Spanien                       | Jacques Perrin                             |

* = Grand Prix

## Internationale Jury
Die amerikanische Schauspielerin Olivia de Havilland war in diesem Jahr Jurypräsidentin. Ihr zur Seite stand der Ehrenpräsident der Jury André Maurois. Weitere Jurymitglieder waren Alain Robbe-Grillet, Konstantin Simonow, Edmond Ténoudji, Goffredo Lombardo, Jerzy Toeplitz, Max Aub, Michel Aubbriant und Rex Harrison.

## Preisträger
- Grand Prix: Der gewisse Kniff
- Sonderpreis der Jury: Kwaidan
- Beste Schauspielerin: Samantha Eggar
- Bester Schauspieler: Terence Stamp
- Bester Regisseur: Liviu Ciulei
- Bestes Drehbuch: Sidney Lumet und Pierre Schoendoerfer

## Weitere Preise
- FIPRESCI-Preis: Tarahumara